# 1740 az irodalomban

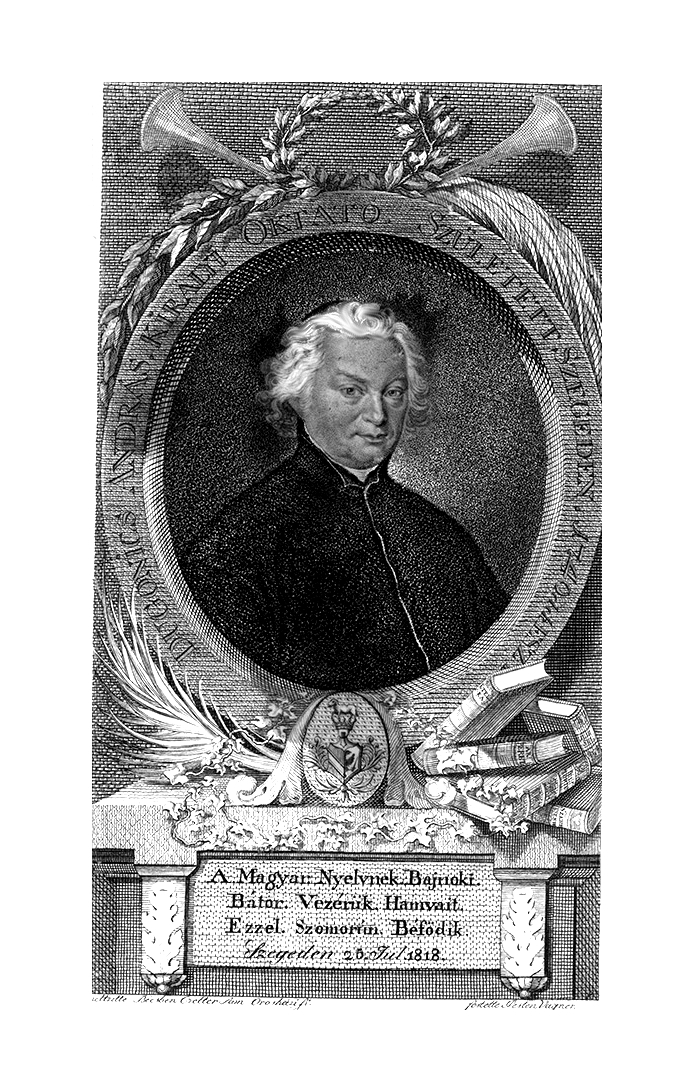
Dugonics András

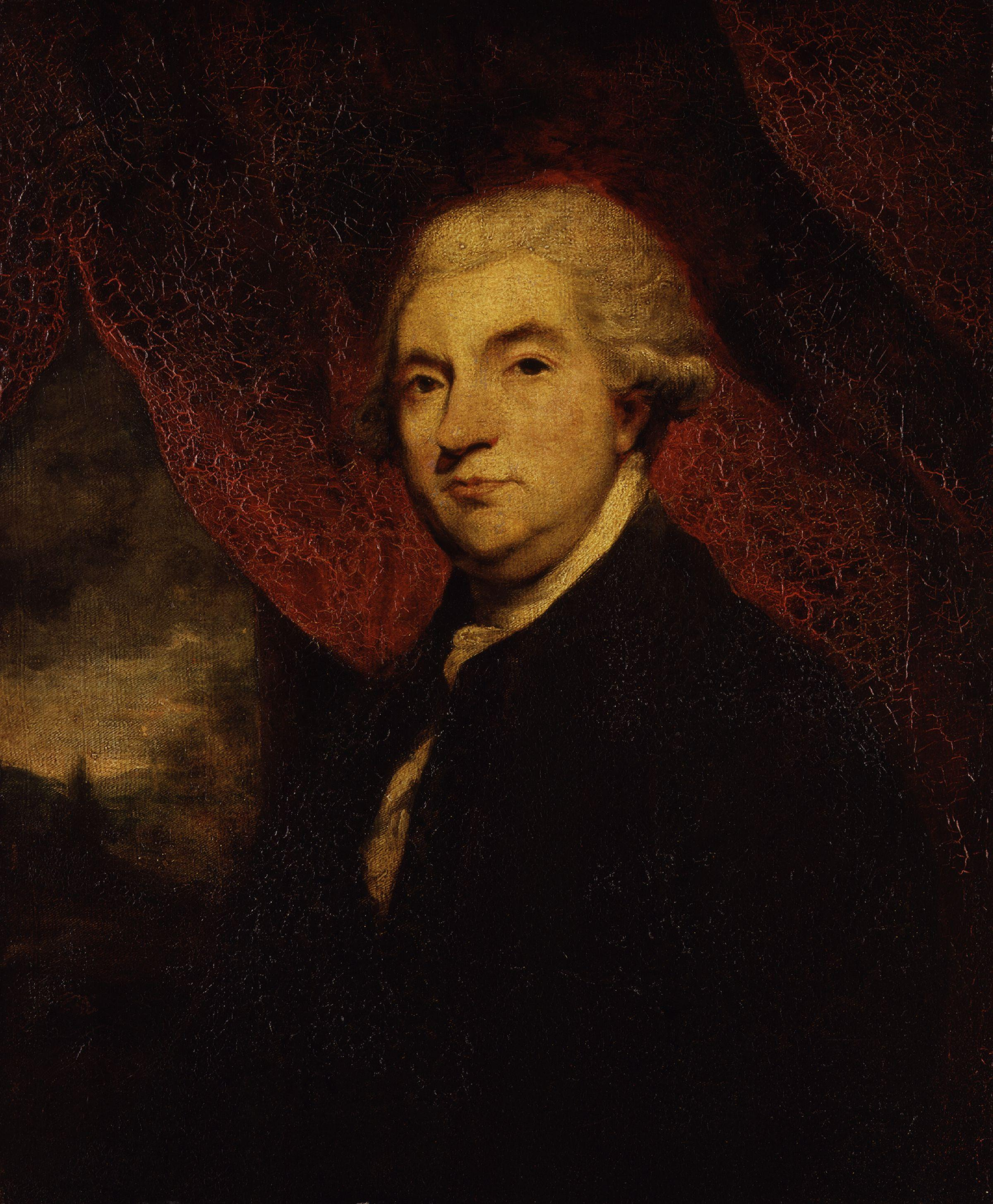
James Boswell

Az 1740. év az irodalomban.

## Új művek
- Samuel Richardson regénye: Pamela, avagy az erény jutalma (Pamela or a Virtue Rewarded), a műfaj történetének fontos állomása.
- Johann Jakob Bodmer irodalomelméleti alapelveinek összefoglalása: Critische Abhandlung von dem Wunderbaren in der Poesie (Kritikus értekezés a csodálatosról a költészetben).
- Johann Jakob Breitinger svájci író, filológus esztétikai munkája: Critische Dichtkunst (Kritikai poétika).

## Születések
- június 2. – De Sade márki francia író, filozófus, az anarchizmus és a szexuális szabadság-szabadosság úttörője († 1814)
- október 17. – Dugonics András piarista szerzetes, író, az Etelka (megjelent 1788-ban) szerzője († 1818)
- október 29. – James Boswell skót író; fő műve (megjelent 1791-ben) Samuel Johnson életrajza († 1795)

## Halálozások
- május 15. – Ephraim Chambers angol író, elsősorban enciklopédiájáról nevezetes: Cyclopaedia, or a Universal Dictionary of Arts and Sciences, 1728 (* 1680)